# Torrent de les Abeurades
El Torrent de les Abeurades és un torrent de la capçalera del Riu de Torrentsenta que transcorre íntegrament pel terme municipal de Gòsol, al Berguedà i que en confluir amb el Torrent del Prat dels Llitzes, dona lloc al naixement del Torrent Forcat.

## Xarxa hidrogràfica
la seva xarxa hidrogràfica, que també transcorre íntegrament pel terme municipal de Gósol, està constituïda per dos cursos fluvials: el mateix torrent i un afluent tributari per l'esquerra de 423 m de longitud. Per tant, la totalitat de la xarxa té una longitud de 977 metres.